# Stomiahykidae
Stomiahykidae — вимерла родина дводишних риб, що існувала у девонському періоді.

## Роди
Родина містить два роди:
- †Archaeonectes
- †Stomiakykus